# Rénium-heptafluorid
A rénium-heptafluorid (ReF7) sárga, alacsony olvadáspontú szilárd anyag, az egyetlen stabil fém-heptafluorid. Torzult pentagonális bipiramis, a jód-heptafluoridhoz hasonló molekulákból áll, amit 1,5 K-en elvégzett neutrondiffrakciós vizsgálatokkal sikerült igazolni. A szerkezet nem rideg, amit elektrondiffrakciós vizsgálatok erősítettek meg.

## Előállítása, reakciói és tulajdonságai
A rénium-heptafluorid előállítható elemeiből 400 °C-on:
2 Re + 7 F2 → 2 ReF7
Előállítható továbbá rénium robbanásával kén-hexafluoridban.
Bázisok hidrolizálják, ami perréniumsav és hidrogén-fluorid képződésével jár:
ReF7 + 4H2O → HReO4 + 7HF
Fluoriddonorokkal, például CsF-dal a  négyzetes antiprizmás szerkezetű ReF−8 aniont képezi. A fluoridakceptor antimon-pentafluoriddal (SbF5) ReF+6 iont képez.

## Fordítás
Ez a szócikk részben vagy egészben  a   Rhenium heptafluoride című angol Wikipédia-szócikk ezen változatának fordításán alapul.  Az eredeti cikk szerkesztőit annak laptörténete sorolja fel. Ez a jelzés csupán a megfogalmazás eredetét és a szerzői jogokat jelzi, nem szolgál a cikkben szereplő információk forrásmegjelöléseként.